# Jan Klemens Branicki
Pour les articles homonymes, voir Branicki.
Jan Klemens Branicki (armoiries Gryf), en français Jean-Clément Branicki, né le 21 septembre 1689 à Białystok et mort le 9 octobre 1771 dans la même ville, est un aristocrate de la république des Deux Nations, qui a exercé les fonctions de voïvode de Cracovie (1746) et de grand hetman du royaume de Pologne.
Propriétaire de douze villes, de deux-cent-cinquante sept villages et de dix-sept palais, c'était un des hommes les plus riches de son époque.

## Biographie

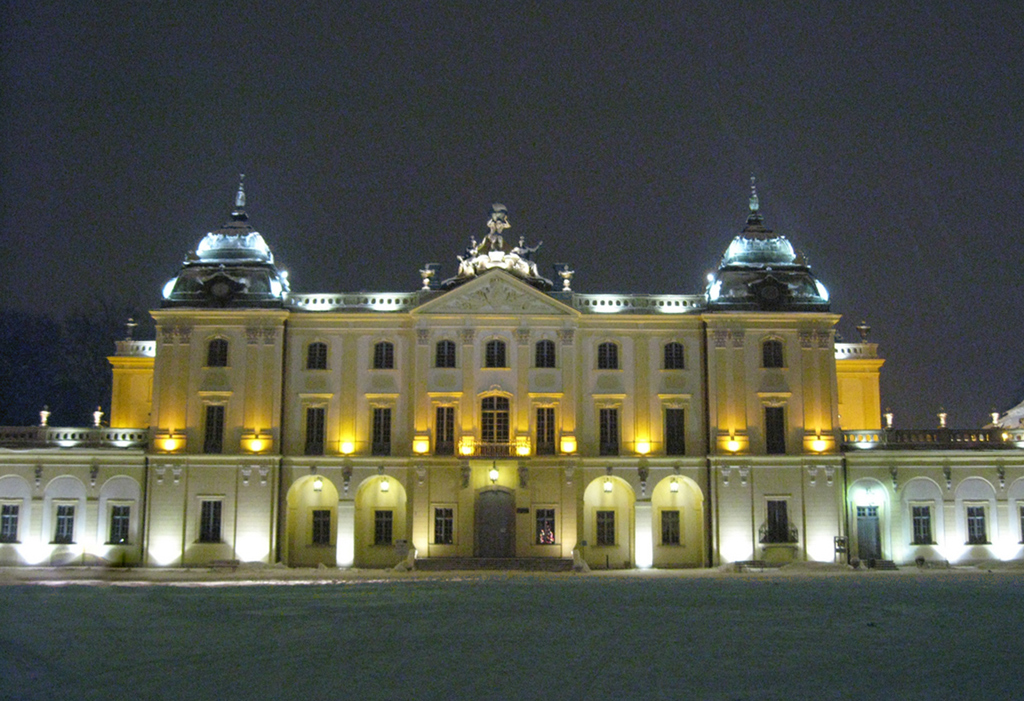
Palais Branicki à (Białystok)

### Origines familiales et formation
Il est le fils unique de Stefan Mikołaj Branicki (pl) (vers 1640-1709), panetier de la Couronne et voïvode de Podlachie. Il est le petit-fils de Jan Klemens Branicki (1624-1673), maréchal de la cour de la Couronne, dont il a repris le second prénom, ayant été à l'origine baptisé Jan Kazimierz.
Sa mère, Katarzyna Sapieha, est la fille de Kazimierz Jan Sapieha (1637-1720), grand hetman de Lituanie (1682-1703 et 1707-1708).
Destiné à la carrière militaire, il part se former en France où il sert dans le corps des mousquetaires.
Il rentre en Pologne en 1709, année de la mort de son père.

### Sous le règne d'Auguste II (1697-1733)
La même année, il épouse Katarzyna Radziwiłł, scellant ainsi une alliance avec une puissante famille du grand-duché de Lituanie. Elle est en effet la fille de Karol Stanisław Radziwiłł (1669-1719), grand chancelier de Lituanie depuis 1698. Il devient aussi staroste de Brańsk.
Durant la décennie qui suit, il se consacre assez peu à la vie publique, mais soit au domaine familial de Bialystok, qui inclut le palais Branicki, déjà embelli par son père, soit à des activités de loisirs chez d'autres magnats ou à la cour d'Auguste II, où il fait partie de la « Confrérie des ennemis de la tempérance ».
Dans les années 1720, il commence à accumuler les fonctions : il devient staroste de Bielsk Podlaski (1719) ; staroste de Krosno (1720) ; grand échanson de Lituanie (1723) ; grand enseigne de la Couronne (1724). Il est aussi député de Bielsk à la diète de 1724. En 1728, il est nommé général de l'artillerie de la Couronne.
À la fin des années 1720, il lance une nouvelle campagne de travaux dans son palais de Bialystok, sous la direction de l'architecte saxon Johann Sigmund Deybel von Hammerau, par ailleurs au service d'Auguste II.
Son épouse meurt vers 1730 ; il se remarie avec Barbara Szembek (1709-1762), divorcée de Seweryn Jozef Rzewuski, mais ce mariage est dissous au bout de deux ans.

### L'interrègne et la guerre de succession (1733-1734)
Après la mort d'Auguste II (1er février 1733), Branicki soutient la candidature au trône de Pologne de son fils Frédéric-Auguste de Saxe, contre Stanislas Leszczynski, père de l'épouse de Louis XV, Marie. Bien qu'élu, Stanislas est obligé de quitter Varsovie pour se réfugier à Dantzig, puis (juillet 1734) en Prusse, la Russie se lançant dans la guerre de Succession de Pologne en soutien à Frédéric-Auguste, qui est à son tour élu (par une diète ad hoc), et couronné en janvier 1734 sous le nom d'Auguste III.
Après le couronnement du roi, Jan Klemens Branicki est fait prisonnier par les partisans de Stanislas de la confédération de Dzikow. Il va rester plusieurs mois prisonnier à Jaroslaw et à Kamieniec Podolski et acquérir ainsi des droits à la reconnaissance d'Auguste II.

### Sous le règne d'Auguste III (1733-1763)
En 1736, Branicki est nommé hetman de la Couronne, c'est-à-dire second responsable des affaires militaires dans le royaume de Pologne. Il obtient les starosties de Mostyska (1744), de Złotoryja (1750), puis de Bohouslav ; il est aussi nommé voïvode de Cracovie (1746).
En 1745, il fonde une école militaire à Bialystok.
En 1748, il épouse Isabelle Poniatowska, opérant ainsi un rapprochement avec la faction Czartoryski, la Familia, dont la famille Poniatowski est un membre éminent. Mais ce rapprochement ne va pas être durable.
En effet, en 1752, il devient grand hetman de la Couronne, à la suite de la mort de Józef Potocki en 1751. Prenant sa succession, Branicki devient en même temps le chef du parti patriotique et républicain, opposé à la Familia, qui est pro-russe et souhaite un renforcement du pouvoir exécutif (fin du liberum veto) et notamment du pouvoir royal (fin des élections).
Par la suite, il semble avoir établi des relations suivies avec la cour de France, notamment par le biais de l'ambassadeur de France de 1752 à 1758, Charles-François de Broglie, qui a séjourné à Bialystok en 1752, avant d'aller à Varsovie, et d'un Polonais au service de la France pendant la guerre de Succession d'Autriche (1740-1748), André Mokronowski, devenu lieutenant-général de la Couronne.
La guerre de Sept Ans, dans laquelle la France et la Russie sont opposées à la Prusse, provoquent un conflit entre l'hetman et la famille Potocki, et l'amènent à se rapprocher de nouveau des Czartoryski.
En 1762, il devient castellan de Cracovie, ce qui le place au sommet de la hiérarchie des sénateurs, avant les voïvodes. À cette date où la mort d'Auguste III est prévisible à court terme, Jan Klemens Branicki envisage de poser sa candidature au trône royal lorsque le moment sera venu.

### Le mécène
Jan Klemens Branicki et sa troisième épouse sont des mécènes réputés d’art et de science.
Vers 1750, Branicki construit, à partir d'un bâtiment préexistant, sa résidence principale à Białystok. De style baroque, le palais Branicki est vite considéré comme le « Versailles de Podlachie » voire comme le « Versailles de Pologne ».